# Lalonde Gordon
Lalonde Gordon, (Lowlands, 25. studenog 1988.) je atletičar s Trinidada i Tobaga koji se natječe u kratkim trkačkim disciplinama. 
Na OI 2012. u Londonu osvojio je dvije brončane medalje u štafeti 4 x 400 m i u utrci na 400 metara. Uz Gordona štefetu su činili Jarrin Salomonu,  Ade Alleyne-Forte i Deon Lendore.  Na Svjetskom prvenstvu 2015. u Pekingu osvojio je srebrenu medalju u štafeti 4 x 400 m. Osvojio je još dvije značajne medalje broncu u štafeti 4 x 400 m na Svjetskom dvoranskom prvenstvu u Istanbulu 2012. godine i srebrno na prvenstvu Središnje Amerike i Kariba u utrci na 200 metara 2013. godine.